# Polyrhachis oedacantha
Polyrhachis oedacantha é uma espécie de formiga do gênero Polyrhachis, pertencente à subfamília Formicinae.